# 尼克·韋伯
尼克·韋伯（德語：Nick Weber；1995年5月4日—）是一位德國足球運動員，在場上的位置是前鋒。他現在效力於德國足球丙級聯賽球隊多特蒙德二隊。